# Shonen Jump
Shonen Jump — журнал, публикующий сёнэн-мангу в Северной Америке американским издательством Viz Media. Дебют журнала состоялся в ноябре 2002 года. Основанный на популярном японском еженедельном журнале Weekly Shonen Jump, публикующемся компанией Shueisha, Shonen Jump нацелен на англоговорящих читателей и американскую аудиторию.

## История
В июне 2002 года Viz Media (ранее — «Viz Communications») и Shueisha объявили, что Viz Media начнёт публиковать журнал Shonen Jump, английскую версию популярного японского сборника манги, журнала Weekly Shonen Jump. Cartoon Network, Suncoast и Diamond Distributors подписали контракт с партнёрами. Несмотря на то, что Shonen Jump был основан на Weekly Shonen Jump, Viz Media отметила, что журнал не будет копировать его «слово в слово». Скорее, Viz Media выбрала свои серии для своего журнала, которые, по их мнению, были бы наиболее подходящими для американских читателей. Их версия журнала также имела формат ежемесячной публикации, а не еженедельный, чтобы лучше соответствовать американской системе дистрибуции комиксов.